# عضل جنوبي
العضل الجنوبي أوالميوتيس الجنوبي (بالإنجليزية: Myotis aelleni)‏ هو نوع من خفافيش الليل. وجدت في الأرجنتين وأستراليا.

استنادًا إلى التحليلات النوعية والكمية لعينات النوع، تعامل نوفايس وويلسون ورويدي وموراتيلي مع هذا التصنيف باعتباره مرادفًا صغيرًا لـ .